# Soleus

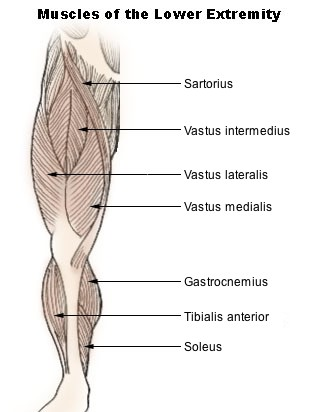

Soleus är den breda, djupa vadmuskeln. Den har sitt ursprung vid vadbenets och skenbenets övre del samt fäster vid hälsenan i hälbenet. Dess funktion är att sträcka i vristled. Soleus fungerar som synergist till Gastrocnemius.
Vid styrketräning tränas denna muskel mest effektivt vid sittande vadpress, som utförs med böjda ben i jämförelse med stående vadpress som utförs med raka.